# 陈达 (1937年)
陈达（1937年3月22日—2016年7月22日），生于江苏通州。中国核科学与技术专家。1963年毕业于清华大学工程物理系。2001年11月当选为中国科学院院士。
曾任中国科学院咨询委员会委员，中国科学院技术科学部常委、副主任委员，中国科学院在苏院士咨询委员会主任委员，中国物理学会医学物理专业委员会顾问委员，江苏省医学物理专业委员会主任委员等。2001年受聘为南京航空航天大学教授、博士生导师。曾获国家发明二等奖2项，三等奖1项，国家科技进步二等奖2项，部委级科技进步一、二等奖6项，光华科技基金一等奖1项。
2016年7月22日8时09分在南京逝世。